# Con un mismo corazón
Con un mismo corazón es el nombre del 12° álbum de estudio grabado por la cantautora mexicana Ana Gabriel. Fue lanzado al mercado bajo el sello discográfico Sony Music Latin el 28 de octubre de 1997. El álbum estuvo bajo la dirección musical de la misma artista.
Este disco contiene 12 canciones del género ranchero e incluye la versión de la canción «Con un mismo corazón» a dúo con Vicente Fernández.

## Lista de canciones
| Con un mismo corazón |                                                |                      |          |  |
| N.º                  | Título                                         | Escritor(es)         | Duración |  |
| 1.                   | «Con un mismo corazón»                         | Ana Gabriel          | 3:37     |  |
| 2.                   | «Te Descubrí»                                  | Ana Gabriel          | 2:47     |  |
| 3.                   | «A pesar de Todos»                             | Ana Gabriel          | 3:48     |  |
| 4.                   | «Guitarra mía»                                 | Ana Gabriel          | 3:34     |  |
| 5.                   | «Hasta llegar al mar»                          | Ana Gabriel          | 2:59     |  |
| 6.                   | «Me equivoqué contigo»                         | José Alfredo Jiménez | 2:54     |  |
| 7.                   | «El gallo de oro (Corrido)»                    | Roberto Gavaldón     | 2:30     |  |
| 8.                   | «Lo poquito que me queda»                      | Ana Gabriel          | 3:48     |  |
| 9.                   | «Paz en este amor»                             | Ana Gabriel          | 3:30     |  |
| 10.                  | «Por un error»                                 | Ana Gabriel          | 3:19     |  |
| 11.                  | «Mi amigo»                                     | Ana Gabriel          | 3:10     |  |
| 12.                  | «Con un mismo corazón» (Con Vicente Fernández) | Ana Gabriel          | 3:35     |  |
| 39:31                |                                                |                      |          |  |